# Serie A 1995 (Ecuador)
La Serie A 1995 è stata la 37ª edizione della massima serie del campionato di calcio dell'Ecuador, ed è stata vinta dal Barcelona, giunto al suo dodicesimo titolo. In questa stagione furono introdotti i 3 punti per vittoria.

## Formula
I 12 partecipanti disputano la prima fase in un girone all'italiana; le prime quattro si qualificano alla Liguilla Pre-Libertadores, mentre la prima classificata passa alla finale. La seconda fase vede la divisione delle squadre in due gruppi; le prime tre d'ogni girone si qualificano alla fase finale.

## Prima fase
|  | Pos. | Squadra          | Pt | G  | V  | N | P  | GF | GS | DR  |
|  | ---- | ---------------- | -- | -- | -- | - | -- | -- | -- | --- |
|  | 1.   | ESPOLI           | 48 | 22 | 15 | 3 | 4  | 37 | 21 | +16 |
|  | 2.   | LDU Quito        | 47 | 22 | 14 | 5 | 3  | 45 | 16 | +29 |
|  | 3.   | Barcelona SC     | 43 | 22 | 12 | 7 | 3  | 45 | 15 | +30 |
|  | 4.   | Green Cross      | 42 | 22 | 13 | 3 | 6  | 32 | 23 | +9  |
|  | 5.   | Emelec           | 40 | 22 | 11 | 7 | 4  | 38 | 24 | +14 |
|  | 6.   | Aucas            | 32 | 22 | 8  | 8 | 6  | 29 | 24 | +5  |
|  | 7.   | Deportivo Quito  | 25 | 22 | 7  | 4 | 11 | 26 | 30 | -4  |
|  | 7.   | LDU Portoviejo   | 25 | 22 | 7  | 4 | 11 | 27 | 34 | -7  |
|  | 9.   | El Nacional      | 23 | 22 | 5  | 8 | 9  | 30 | 26 | +4  |
|  | 10.  | Olmedo           | 18 | 22 | 4  | 6 | 12 | 22 | 43 | -21 |
|  | 11.  | Delfín           | 16 | 22 | 5  | 1 | 16 | 26 | 67 | -41 |
|  | 12.  | Nueve de Octubre | 8  | 22 | 2  | 2 | 18 | 17 | 51 | -34 |

ESPOLI qualificato alla finale. Le prime quattro alla Liguilla Pre-Libertadores; le squadre classificate al 5º, 7º, 9º e 11º posto alla Liguilla B; le squadre classificate al 6º, 8º, 10º e 12º alla Liguilla C.

## Liguillas

### Liguilla Pre-Libertadores
|  | Pos. | Squadra      | Pt | G | V | N | P | GF | GS | DR  |
|  | ---- | ------------ | -- | - | - | - | - | -- | -- | --- |
|  | 1.   | Barcelona SC | 16 | 6 | 5 | 1 | 0 | 16 | 2  | +14 |
|  | 2.   | ESPOLI       | 7  | 6 | 2 | 1 | 3 | 6  | 9  | -3  |
|  | 3.   | Green Cross  | 7  | 6 | 2 | 1 | 3 | 4  | 13 | -9  |
|  | 4.   | LDU Quito    | 4  | 6 | 1 | 1 | 4 | 7  | 9  | -2  |

### Liguilla B
|  | Pos. | Squadra         | Pt | G | V | N | P | GF | GS | DR  |
|  | ---- | --------------- | -- | - | - | - | - | -- | -- | --- |
|  | 5.   | El Nacional     | 14 | 6 | 4 | 2 | 0 | 12 | 1  | +11 |
|  | 6.   | Emelec          | 10 | 6 | 3 | 1 | 2 | 11 | 7  | +4  |
|  | 7.   | Deportivo Quito | 3  | 6 | 0 | 3 | 3 | 4  | 10 | -6  |
|  | 8.   | Delfín          | 0  | 6 | 1 | 2 | 3 | 2  | 11 | -9  |

Delfín penalizzato di 5 punti.

### Liguilla C
|  | Pos. | Squadra          | Pt | G | V | N | P | GF | GS | DR |
|  | ---- | ---------------- | -- | - | - | - | - | -- | -- | -- |
|  | 9.   | LDU Portoviejo   | 11 | 6 | 3 | 2 | 1 | 10 | 8  | +2 |
|  | 10.  | Olmedo           | 8  | 6 | 1 | 5 | 0 | 9  | 7  | +2 |
|  | 11.  | Aucas            | 6  | 6 | 1 | 3 | 2 | 7  | 8  | -1 |
|  | 12.  | Nueve de Octubre | 4  | 6 | 0 | 4 | 2 | 6  | 9  | -3 |

## Seconda fase

### Gruppo 1
|  | Pos. | Squadra         | Pt | G  | V | N | P | GF | GS | DR  |
|  | ---- | --------------- | -- | -- | - | - | - | -- | -- | --- |
|  | 1.   | Barcelona SC    | 18 | 10 | 5 | 3 | 2 | 18 | 7  | +11 |
|  | 1.   | LDU Quito       | 18 | 10 | 5 | 3 | 2 | 20 | 13 | +7  |
|  | 1.   | El Nacional     | 18 | 10 | 5 | 3 | 2 | 10 | 8  | +2  |
|  | 4.   | Green Cross     | 15 | 10 | 3 | 6 | 1 | 11 | 9  | +2  |
|  | 4.   | Deportivo Quito | 8  | 10 | 2 | 2 | 6 | 6  | 11 | -5  |
|  | 6.   | Delfín          | 4  | 10 | 1 | 1 | 8 | 3  | 20 | -17 |

### Gruppo 2
|  | Pos. | Squadra          | Pt | G  | V | N | P | GF | GS | DR  |
|  | ---- | ---------------- | -- | -- | - | - | - | -- | -- | --- |
|  | 1.   | Aucas            | 17 | 10 | 4 | 5 | 1 | 22 | 5  | +17 |
|  | 1.   | ESPOLI           | 17 | 10 | 4 | 5 | 1 | 9  | 5  | +4  |
|  | 3.   | Emelec           | 16 | 10 | 4 | 4 | 2 | 17 | 3  | +14 |
|  | 4.   | Olmedo           | 14 | 10 | 3 | 5 | 2 | 9  | 9  | 0   |
|  | 4.   | LDU Portoviejo   | 12 | 10 | 3 | 3 | 4 | 16 | 16 | 0   |
|  | 6.   | Nueve de Octubre | 2  | 10 | 0 | 2 | 8 | 3  | 38 | -35 |

## Fase finale

### Girone per la retrocessione
9 de Octubre -3 punti; Delfín -3.

|  | Pos. | Squadra          | Pt | G  | V | N | P | GF | GS | DR  |
|  | ---- | ---------------- | -- | -- | - | - | - | -- | -- | --- |
|  | 1.   | Olmedo           | 19 | 10 | 6 | 1 | 3 | 18 | 6  | +12 |
|  | 1.   | Green Cross      | 19 | 10 | 5 | 4 | 1 | 18 | 13 | +5  |
|  | 3.   | Deportivo Quito  | 18 | 10 | 5 | 3 | 2 | 23 | 8  | +15 |
|  | 4.   | LDU Portoviejo   | 9  | 9  | 2 | 3 | 4 | 15 | 9  | +6  |
|  | 5.   | Nueve de Octubre | 5  | 10 | 2 | 2 | 6 | 11 | 27 | -16 |
|  | 6.   | Delfín           | 4  | 9  | 2 | 1 | 6 | 9  | 21 | -12 |

### Girone finale
|  | Pos. | Squadra      | Pt | G  | V | N | P | GF | GS | DR  |
|  | ---- | ------------ | -- | -- | - | - | - | -- | -- | --- |
|  | 1.   | ESPOLI       | 21 | 10 | 6 | 3 | 1 | 12 | 6  | +6  |
|  | 2.   | Barcelona SC | 18 | 10 | 5 | 3 | 2 | 16 | 8  | +8  |
|  | 3.   | El Nacional  | 15 | 10 | 4 | 3 | 3 | 12 | 12 | 0   |
|  | 4.   | Emelec       | 14 | 10 | 4 | 2 | 4 | 15 | 15 | 0   |
|  | 5.   | LDU Quito    | 11 | 10 | 3 | 2 | 5 | 9  | 12 | -3  |
|  | 6.   | Aucas        | 4  | 10 | 1 | 1 | 8 | 6  | 17 | -11 |

## Finale

### Andata
| Guayaquil 19 dicembre 1995                            | Barcelona | 2 – 0 referto | ESPOLI | Estadio Monumental Isidro Romero Carbo |
| \| \| \| \| \| Gómez 38’ Yáñez 73’ \| Marcatori \| \| |           |               |        |                                        |
|                                                       |           |               |        |                                        |
| Gómez 38’ Yáñez 73’                                   | Marcatori |               |        |                                        |

### Ritorno
| Quito 22 dicembre 1995                                 | ESPOLI    | 0 – 1 referto        | Barcelona | Estadio Olímpico Atahualpa |
| \| \| \| \| \| \| Marcatori \| 89’ (aut.) Pinargote \| |           |                      |           |                            |
|                                                        |           |                      |           |                            |
|                                                        | Marcatori | 89’ (aut.) Pinargote |           |                            |

## Verdetti
- Barcelona campione nazionale
- Barcelona ed ESPOLI in Coppa Libertadores 1996
- Emelec in Coppa CONMEBOL 1996.
- 9 de Octubre e Delfín retrocessi.

## Classifica marcatori
| Gol |  |  | Giocatore            | Squadra         |
| --- |  |  | -------------------- | --------------- |
| 24  |  |  | Manuel Uquillas      | Barcelona SC    |
| 21  |  |  | Eduardo Hurtado      | Emelec          |
| 20  |  |  | Enrique Ferraro      | Deportivo Quito |
| 19  |  |  | Ariel Graziani       | Aucas           |
| 18  |  |  | Marcelo Morales      | Barcelona SC    |
| 17  |  |  | Patricio Hurtado     | LDU Quito       |
| 14  |  |  | Cristian Calderón    | Olmedo          |
| 14  |  |  | Walter Salazar       | ESPOLI          |
| 13  |  |  | Luis Escobar         | LDU Portoviejo  |
| 12  |  |  | Geovanny Mera        | ESPOLI          |
| 12  |  |  | Carlos Vernaza       | El Nacional     |
| 12  |  |  | Carlos Alfaro Moreno | Barcelona SC    |
| 12  |  |  | Gilson Simões        | Barcelona SC    |
| 11  |  |  | Agustín Delgado      | El Nacional     |
| 11  |  |  | Fabián Cubero        | Deportivo Quito |
| 11  |  |  | Raúl Avilés          | LDU Portoviejo  |
| 11  |  |  | Teodoro Jauch        | ESPOLI          |